# Олдс, Шелли
Шелли Олдс (англ. Shelley Olds, род. 30 сентября 1980, Гротон, Массачусетс) — американская бывшая профессиональная велогонщица.

## Карьера
Олдс родилась и выросла в Гротоне (штат Массачусетс). Она изучала здоровье и работоспособность человека в колледже Роанок в Виргинии и была капитаном женской футбольной команды. Будучи звездой на футбольном поле, Олдс была двукратной победительницей NSCAA All-South Region, четырёхкратной победительницей All-ODAC и игроком года 2002 ODAC. В 2016 году она была введена в Атлетический зал славы Роанока.
После колледжа она переехала в Калифорнию, где её познакомил с велоспортом Роб Эванс, за которого она позже вышла замуж. Она начала участвовать в местных шоссейных гонках, быстро поднялась в рейтинге и выиграла чемпионат штата по шоссейному велоспорту. Затем она присоединилась к команде Peanut Butter & Co.TWENTY12, выиграла национальный чемпионат по трековым гонкам в 2008 и 2009 годах, а затем выиграла национальный чемпионат по критериуму в 2010 и 2011 годах. Вскоре после этого она начала участвовать в международных гонках и завоевала подиум в Туре Новой Зеландии, Trofeo Costa Etrusca Iii в Италии, Drentse 8 Van Dwingeloo в Нидерландах, а также в шоссейной гонке Liberty Classic в Филадельфии. В сезоне 2010 года она зарегистрировалась в UCI под своей новой фамилией Шелли Эванс, но в последующих сезонах вернулась к своей девичьей фамилии.
В 2012 году Олдс подписала контракт с голландской командой AA Drink–leontien.nl и выиграла этап Кубка мира Тур острова Чунмин, чтобы получить квалификационное место в сборной США для участия в шоссейной гонке на Олимпийских играх в Лондоне. На Олимпиаде она была одной из четырёх гонщиц в победной группе отрыва, которая отделилась от пелотона за 50 километров до финиша, но через 29 километров получила прокол. После замены шины она вернулась в пелотон и финишировала на 7-м месте.
Олдс продолжила свою профессиональную карьеру в женских командах UCI и стала одной из лучших спринтеров в мире. Она неоднократно побеждала в спринтерских гонках в Италии, Норвегии и Китае. В Северной Америке она выиграла Winston-Salem Cycling Classic в Северной Каролине, Grand Prix Cycliste de Gatineau в Квебеке (Канада), и White Spot/Delta road race в Британской Колумбии (Канада).
В 2015 году, выступая за итальянскую команду Alé-Cipollini, Олдс выиграла первый выпуск La Madrid Challenge by La Vuelta в групповом спринте, опередив лучших спринтеров мира того времени. В 2016 году она вернулась в США, чтобы присоединиться к команде Cylance Pro Cycling, и начала год со 2-го места в женском туре Down Under Tour в Австралии, но была вынуждена уйти из спорта в марте того же года после того, как попала в несколько аварий подряд и получила травмы головы в гонках в Европе.

## Достижения
Источник:

### Шоссе
2007
3-я на Гран-при Гастауна
2008
8-е место в Либерти Классик
2009
3-е место в Либерти Классик
2010
 Панамериканский чемпионат по велоспорту — групповая гонка
 Чемпионат США по критериуму
1-е место в генеральной классификации Тура Новой Зеландии
1-е место в этапах 1, 2, 5 и 6
1-е место в этапе 10 Джиро Донне
2-е место в Либерти Классик
2011
1-е место в Трофео Коста Этруска I
2-е место в Дрентсе Ахт ван Вестервелд
2-е место в Либерти Классик
5-е место в Трофее Альфредо Бинды — комунны Читтильо
6-е место в Гран-при Доттиньи
2012
Тур острова Чунмин Кубок мира
1-е место в Кубке мира
4-е место в генеральной классификации
1-е место в 6-м этапе Джиро Донне
2-е место в 7-Дорпеномлоп Албург
4-е место в групповой гонке, Панамериканский чемпионат по велоспорту
4-е место в Опен Воргорда RR
7-е место в Летних Олимпийских играх 2012 — групповая гонка
8-е место в Холланд Хилс Классик
2013
1-е место в Гран-при Гатино
2-е место в Ле-Самен
2-е место в Омлоп ван хет Хегеланд
4-е место в Дрентсе Ахт ван Вестервелд
4-е место в Philadelphia Cycling Classic
5-е место в генеральной классификации Тура Бельгии
5-е место в генеральной классификации Джиро ди Тоскана — Мемориал Микелы Фанини
1-е место в очковой классификации
5-е место в Омлоп Хет Ниувсблад
5-е место в Шоле — Земли Луары
6-е место в Туре Дренте
7-е место в Хроно Гатино
8-е место в генеральной классификации Тура острова Чунмин
2014
 Джиро ди Тоскана — Мемориал Микелы Фанини
 очковая классификация
1-е место в прологе и этапе 1
1-е место в Гран-при коммуны Корнаредо
1-е место в Уинстон-Сейлем Классик
2-е место в Тур острова Чунмин
2-е место в Новилон Ронде ван Дренте
2-е место в Гран-при Доттиньи
3-е место в Гран-при Эльзи Якобс
3-е место в Туре Дренте
5-е место в La Course by Le Tour de France
6-е место в Чемпионате мира по шоссейным велогонкам — групповая гонка
6-е место в Туре острова Чунмин Кубок мира
8-е место в Вуэльте Коста-Рики
1-е место в этапах 3 и 5
10-е место в Sparkassen Giro
2015
1-е место в White Spot / Delta Road Race
1-е место в Madrid Challenge by La Vuelta
2-е место в Женском туре Норвегии
 очковая классификация
1-е место в этапе 2
2-е место в Омлоп ван Борселе
3-я на Гран-при Гастауна
4-е место в Туре острова Чунмин Кубок мира
5-е место в генеральной классификации
4-е место в Филадельфия Классик
7-е место в Дварс дор де Вестхук
9-е место в Crescent Women World Cup Vårgårda
2016
2-е место в Тур Даун Андер
4-е место в Омлоп ван хет Хегеланд
5-е место в Омлоп Хет Ниувсблад
6-е место в Туре Дренте

### Трек
2008
Кубок мира по трековому велоспорту, Классика
 гонка по очкам
 скрэтч
2009
Кубок мира по трековому велоспорту, Классика
 гонка по очкам
 скрэтч